# Университет Рэйвеншоу
Университет Рэйвеншоу — государственный университет, расположенный в городе Каттаке, штат Одиша на восточном побережье Индии. Один из старейших учебных заведений в стране.

## История
Основан на базе колледжа Рэйвеншоу, созданного в 1868 году. В 2006 году предоставлен статус университета.

## Структура
В составе университета — 33 факультета, 9 научных школ.
- Школа языков (кафедры: хинди, ория, санскрит и английский)
- Школа регионоведения и наук о Земле (факультеты геологии и прикладной географии)
- Школа социальных наук (факультеты: экономика, история, философия, политические науки, психология, социология, международные исследования, сельское развитие, образование и журналистика, массовые коммуникации)
- Школа естественных наук (факультеты: ботаника, биотехнология и зоология)
- Школа математических наук (кафедры: математика и статистика)
- Школа информационных и компьютерных наук (факультеты: электроника и телекоммуникации, информатика и технологии, информационные технологии и менеджмент, информатика и компьютерные приложения)
- Школа физических наук (кафедры: химия и физика)
- Школа коммерции (торговля)
- Школа менеджмента (факультеты: деловое администрирование, гостиничный бизнес и гостиничный менеджмент, интегрирование на финансовых рынках и др.)

Кампус расположен на территории площадью 352077 м² в самом центре Каттаки в непосредственной близости от железнодорожной станции Каттак, всего в 45 минутах езды от аэропорта Биджу Патнаика.

## Известные студенты и преподаватели
- Саркар, Джадунатх
- Сароджини Саху
- Патнаик, Биджу
- Харекрушна Махатаб